# خوسيه لويس سانتياغو فاسكونسيلوس
خوسيه لويس سانتياغو فاسكونسيلوس (بالإسبانية: José Luis Santiago Vasconcelos)‏ هو محامي وسياسي مكسيكي، ولد في 7 يونيو 1957، وتوفي في 4 نوفمبر 2008.